# API (생화학)
API(Analytical profile index)란 생화학 테스트를 기반으로 박테리아를 분류하여 빠른 식별이 가능하다. 이 시스템은 임상적으로 관련된 박테리아의 빠른 식별을 위해 개발되에 알려진 박테리아만 식별할 수 있다.
1970년대 미국에서 Analytab Products, Inc.의 Pierre Janin이 발명했다. 현재 API 테스트 시스템은 bioMérieux에서 제조한다. API 범위는 기존 기술의 표준화되고 소형화된 버전을 도입했다.
API 시스템 중 하나는 그람 음성 박테리아 장내세균과의 구성원을 구별하는 데 특이적이며 API-20E라고 한다. 다른 API 시스템은 Staphylococcus 종, Micrococcus, 종 및 관련 유기체를 포함한 그람 양성 박테리아에 특이적이며 API-Staph라고 한다.
API 테스트 스트립은 일반적으로 접종된 유기체에 의한 탄수화물의 발효 또는 단백질 또는 아미노산의 이화작용과 관련된 효소 활성을 검출하기 위해 탈수된 기질을 포함하는 웰로 구성된다. 박테리아 현탁액을 사용하여 각 웰을 재수화하고 스트립을 배양한다. 배양하는 동안 신진대사는 자발적이거나 시약의 추가로 인해 나타나는 색상 변화를 일으킨다. 예를 들어, 탄수화물이 발효되면 실험관 내의 pH가 감소하고 그 변화는 pH 지시약의 색상 변화로 표시된다. 모든 양성 및 음성 테스트 결과는 프로파일 번호를 얻기 위해 수집된 상업용 코드북(또는 온라인)의 프로파일 번호와 비교하여 박테리아 종의 식별을 결정한다.

## 원리
API 신속 측정 시스템은 박테리아의 생화학적 특성, 예를 들어 존재하는 효소 및 생성된 대사 특성 또는 산 형성과 함께 특정 탄수화물을 활용하는 능력과 같은 생화학적 특성을 확인하기 위해 수많은 테스트를 동시에 진행한다. 개별 테스트는 표준화된 기질을 포함하는 시스템에 따라 10~50개 사이의 작은 반응 용기에 보관된다. 결과가 의미를 가지려면 테스트하려는 균의 순수도가 지켜져야 한다. 반응 용기에 순수한 배양액의 현탁액을 접종하고 일반적으로 18~24시간 동안 배양한다. 개별 반응은 무산소 조건에서 발생해야 한다. 산소가 시험관에 들어가는 것을 방지하기 위해 접종된 혼합물을 파라핀 오일로 덮는다.
인큐베이션 후 평가가 이루어지며 각 개별 테스트는 긍정적 또는 부정적 결과에 대해 평가된다. 일부 테스트에는 검출 시약을 추가해야 한다. 결과는 결과 로그에 + 또는 -로 기록되며, 반응은 세 그룹으로 나뉜다. 양수 결과에는 3개의 그룹(예: 1, 2 또는 4)의 위치에 따라 달라지는 숫자가 지정되고 음수 결과에는 0이 지정된다. 3개의 각 그룹의 추가된 수치는 검사된 세균의 생화학적 특성을 수치 코드로 짧은 형태로 나타내는 수치 프로파일을 생성한다. 수치 프로파일은 카탈로그 또는 애플리케이션 소프트웨어에서 데이터베이스와 비교된다. 결과는 추가 정보가 포함된 박테리아의 식별이며, 예를 들어 식별이 정확할 확률(%) 또는 유사한 결과를 가진 분류군에 대한 참조이다.

## 활용 및 특성
이러한 테스트 시스템의 식별 기능은 임상적으로 관련된 박테리아의 신속한 식별을 위해서만 개발되었기 때문에 제한적이다. 따라서 이들 미생물만이 대사 반응에 따라 동정될 수 있다. 순수한 균이 사용되지 않으면 의미 있는 결과를 얻지 못하거나 드문 경우지만 잘못된 결과를 얻는다. 균주 컬렉션에 저장되고 결과 또는 특성이 알려진 박테리아의 참조 균주를 정기적으로 검사하는 것이 좋다. 이러한 제한 사항에도 불구하고 테스트 시스템은 작동 지침을 따랐을 때 신뢰할 수 있는 결과를 제공한다.
장내세균 그룹의 366가지 다른 박테리아 균주를 사용하여 개별적으로 준비된 테스트 튜브 또는 다채로운 시리즈의 페트리 접시를 사용한 연구의 결과는, 366개 균주 중 13개만 잘못 식별되었으며 그 중 7개는 비정형(생화학적 특성이 유형 균주와 다름)으로 기술되었다. 전체적으로 96.4%의 정확도가 나왔다고 볼 수 있으며, 개별 테스트의 경우 정확도는 90.4%에서 100% 사이이다.
API 20 E 시스템 또는 API 20 NE 시스템은 그람 음성 장내세균 또는 비 장내세균의 선택을 식별할 수 있다. 의료 미생물학에서 후자는 일반적으로 "비발효 그람 음성 막대 모양 세균" 그룹에 포함된다. 장내세균과 비 장내세균을 구별하기 위해 oxidase 검사는 cytochrome c oxidase의 존재 여부를 검사하는 데 사용된다. 장내세균은 산화효소 음성이다. 비발효 그람음성 막대형 세균군에 대해서도 신속 판정 시스템의 결과와 기존의 컬러풀 시리즈의 결과를 체계적으로 비교하였다. 292개 균주 중 10개 균주만이 잘못 식별되어 96.6%의 균주가 두 방법 모두에서 일치하게 식별되었다. 다른 신속한 측정 시스템은 의학적으로 관련된 다수의 박테리아 및 효모 그룹에 사용할 수 있다. 예를 들어 Bacillus 종의 경우 API 50 CHB, 코리네박테리아의 경우 API Coryne, 포도상구균의 경우 API Staph, 연쇄상구균의 경우 API 20 Strep, 효모 속 칸디다와 일반 균을 위한 API Candida가 있다.
특히 일부 테스트에는 검출 시약을 추가해야 하기 때문이다. 탄수화물 활용이 테스트되는 반응은 색상으로 강조 표시되고 단당류, 이당류, 당 알코올 및 기타 배당체가 나열된다. 탄수화물이 처리될 때 분해 중에 산이 형성되는지 여부를 확인하기 위해 pH 지시약인 브로모티몰 블루가 사용된다.

## 같이 보기
- 동정 (생물학)
- 분석법